# العلاقات البوتانية الزامبية
العلاقات البوتانية الزامبية هي العلاقات الثنائية التي تجمع بين بوتان وزامبيا.

## مقارنة بين البلدين
هذه مقارنة عامة ومرجعية للدولتين:
| وجه المقارنة                                              | بوتان          | زامبيا                         |
| --------------------------------------------------------- | -------------- | ------------------------------ |
| المساحة (كم2)                                             | 38.39 ألف      | 752.62 ألف                     |
| عدد السكان (نسمة)                                         | 807.61 ألف     | 17.09 مليون                    |
| الكثافة السكانية (ن./كم²)                                 | 21.04          | 22.71                          |
| العاصمة                                                   | تيمفو          | لوساكا                         |
| اللغة الرسمية                                             | لغة دزونكا     | لغة إنجليزية                   |
| العملة                                                    | نغولترم بوتاني | كواشا زامبي، كواشا زامبي قديم ‏ |
| الناتج المحلي الإجمالي (بليون دولار)                      | 2.51 مليار     | 25.81 مليار                    |
| الناتج المحلي الإجمالي (تعادل القوة الشرائية) بليون دولار | 6.49 مليار     | 62.18 مليار                    |
| الناتج المحلي الإجمالي الاسمي للفرد دولار أمريكي          | 2.66 ألف       | 1.30 ألف                       |
| الناتج المحلي الإجمالي للفرد دولار أمريكي                 | 7.82 ألف       | 3.90 ألف                       |
| مؤشر التنمية البشرية                                      | 0.605          | 0.586                          |
| رمز المكالمات الدولي                                      | +975           | +260                           |
| رمز الإنترنت                                              | .bt            | .zm                            |
| المنطقة الزمنية                                           | ت ع م+06:00    | ت ع م+02:00                    |

## منظمات دولية مشتركة
يشترك البلدان في عضوية مجموعة من المنظمات الدولية، منها:
| علم المنظمة | اسم المنظمة                        | تاريخ انضمام بوتان | تاريخ انضمام زامبيا |
| ----------- | ---------------------------------- | ------------------ | ------------------- |
|             | الاتحاد البريدي العالمي            | ?                  | ?                   |
|             | يونسكو                             | 13 أبريل 1982      | 9 نوفمبر 1964       |
|             | البنك الدولي للإنشاء والتعمير      | 28 سبتمبر 1981     | 23 سبتمبر 1965      |
|             | وكالة ضمان الاستثمار متعدد الأطراف | 21 أكتوبر 2014     | 6 يونيو 1988        |
|             | الاتحاد الدولي للاتصالات           | 15 سبتمبر 1988     | 23 أغسطس 1965       |
|             | مؤسسة التمويل الدولية              | 1 ديسمبر 2003      | 23 سبتمبر 1965      |
|             | منظمة الشرطة الجنائية الدولية      | ?                  | ?                   |
|             | الأمم المتحدة                      | 21 سبتمبر 1971     | 1 ديسمبر 1964       |
|             | مؤسسة التنمية الدولية              | 28 سبتمبر 1981     | 23 سبتمبر 1965      |
|             | منظمة حظر الأسلحة الكيميائية       | ?                  | ?                   |

## وصلات خارجية
- موقع وزارة الخارجية البوتانية